# Quấy rối tình dục
Quấy rối tình dục là một hình thức quấy nhiễu mà đặc biệt là hướng về giới tính của người có liên can.
Ngày nay trong phần lớn các nước phương Tây quấy rối tình dục được coi là phân biệt đối xử và là trái luật, ví dụ như theo ý nghĩa của luật lao động, nhưng phải phân biệt với việc lạm dụng tình dục dưới hình thức xâm chiếm tình dục cũng như là sử dụng bạo lực cơ thể mà về phía nó thông thường là đã đầy đủ tình trạng tội phạm. Ngoài những việc khác, quấy rối tình dục là những hành động và nhận xét làm hổ thẹn hay làm nhục về tình dục và có liên quan đến giới tính, tiếp cận cơ thể không được sự mong muốn, tiếp cận trong quan hệ hứa hẹn ban thưởng và/hay trấn áp.
Theo một nghiên cứu được thực hiện theo yêu cầu của Ủy ban châu Âu thì khoảng 40%–50% nữ nhân viên và khoảng 10% nam nhân viên đã từng một lần là mục tiêu của quấy rối tình dục.

## Luật pháp theo vùng và quốc gia

### Châu Á

#### Việt Nam
"Có cử chỉ, lời nói thô bạo, khiêu khích, trêu ghẹo, xúc phạm danh dự, nhân phẩm của người khác", quy định điểm a, khoản 1, Điều 5, Nghị định 167/2013/NĐ-CP (mức phạt đối với hành vi này là từ 100 ngàn đến 300 nghìn đồng).
Trong bộ luật lao động Điều 8 nghiêm cấm hành vi quấy rối tình dục tại nơi làm việc, và Điều 37, 182 và 183 cũng có cụm từ "quấy rối tình dục".
Bộ luật lao động năm 2019, từ ngày 01/01/2021, quấy rối tình dục tại nơi làm việc có thể bị sa thải.

### Châu Âu
Trong Liên minh châu Âu, xuất phát từ một đề nghị của Ủy ban châu Âu, quấy rối tình dục được định nghĩa như sau:
Khi một thái độ có liên quan đến giới tính thể hiện ở hình thức có từ ngữ, không từ ngữ hay bằng cơ thể có mục đích hay có tác động làm tổn thương đến phẩm giá của một người hay tạo nên một môi trường mang nhiều dọa dẫm, thù địch, hạ thấp, lăng nhục, xúc phạm hay bối rối.
Trên toàn châu Âu có chỉ thị của Liên minh châu Âu 2002/73 được đưa ra vào năm 2002 nhờ vào hoạt động của nữ ủy viên về việc làm và xã hội Anna Diamantopoulou. Chỉ thị này thể hiện một sự mở rộng chỉ thị về bình đẳng nam nữ từ năm 1976.
Các điểm chính của chỉ thị này là:
- Định nghĩa quấy rối tình dục thật ra là gì và bản chất sự việc là phạm tội phân biệt đối xử.
- Một định nghĩa về phân biệt đối xử (đối xử xấu hơn dựa trên giới tính) hòa hợp với chương 13 của Hiệp định Amsterdam và hòa hợp với các quy định pháp luật đã được ban hành dựa trên hiệp định này nhằm để chống lại việc phân biệt đối xử (trực tiếp và gián tiếp).
- Những quy định mới cho việc thực thi các yêu cầu dựa trên các quy định pháp luật này và hủy bỏ ranh giới cao nhất cho tiền bồi thường.
- Đối với vụ kiện thì không đáng kể là người liên can có chống cự lại hay chịu đựng các quấy nhiễu này.
- Tổ chức (Ví dụ như công đoàn) có thể tiến hành các trình tự pháp luật có lợi cho nạn nhân theo yêu cầu của người đó.
- Một chỉ thị cho các quốc gia thành viên thành lập một cơ quan mới để kiểm soát việc thực thi các quy định pháp luật về bình đẳng giữa nam và nữ, các cơ quan này cũng có nhiệm vụ trực tiếp giúp đỡ nạn nhân bị phân biệt đối xử đang đệ đơn kiện.
- Người chủ có nhiệm vụ đưa ra "những biện pháp phòng ngừa" để xóa bỏ hay ngăn cản bất kỳ một hình thức nào của sự phân biệt đối xử dựa trên giới tính và thực thi điều này thông qua "các chương trình nhà máy về những biện pháp thực hiện bình đẳng".

#### Quy tắc ứng xử cho người thuê nhân công
Ủy ban châu Âu đã khuyên nhủ một "quy tắc ứng xử cho người thuê nhân công nhằm quấy rối tình dục mạnh hơn". Quy tắc này cần phải bao gồm các điểm sau đây:
- Một định nghĩa những gì là quấy rối tình dục.
- Lời tuyên bố cụ thể là quấy rối tình dục không được người thuê nhân công dung thứ và sẽ bị trừng phạt trong bất kỳ trường hợp nào.
- Một lưu ý về quyền khiếu nại của nhân viên cũng như giải thích về phương pháp tiến hành và nêu ra người tiếp nhận.
- Lời hứa là khiếu nại sẽ được xử lý kín đáo, nhanh chóng và nghiêm túc.
- Lưu ý đến hậu quả cho người quấy rối.

Ý nghĩa của một quy tắc đối xử như vậy là ở chỗ người nhân viên có một hướng dẫn trong tay để chống lại hình thức đối xử vi phạm luật lệ này và đồng thời cũng có thể nhận rõ là hành động của chính mình không gây ra bất bình. Khả năng giúp đỡ nạn nhân của một cách ứng xử như thế cũng được nêu ra và một quy tắc như vậy cũng là một công cụ để cho lãnh đạo doanh nghiệp và đại diện nhân viên trừng phạt thái độ này một cách tương ứng.

#### Đức
Theo Luật Bảo vệ Người lao động (Đức), quấy rối tình dục là "tất cả các hành động cố tình về tình dục tổn thương đến nhân phẩm của người lao động tại nơi làm việc".
Theo điều 2 câu 1 của Luật Bảo vệ Người Lao động, người chủ hay lãnh đạo trực tiếp (trường hợp là nhân viên nhà nước) phải bảo vệ nữ và nam nhân viên trước sự quấy rối tình dục.
Định nghĩa tình huống nào và bắt đầu từ đâu là một sự quấy rối tình dục về cơ bản là được định nghĩa từ các phán quyết tương ứng của các tòa án lao động.

##### Khái niệm
Được xem như quấy rối tình dục ngoài các hành vi thuộc về hình sự là "các hành vi tình dục khác và yêu cầu thực hiện các hành vi này, các nỗ lực cơ thể mang tính tình dục, nhận xét có nội dung tình dục cũng như là việc cho xem và treo các hình ảnh khiêu dâm mà bị người có liên can từ chối một cách có thể nhận thấy được." (Điều 2, khoảng 2, câu 2 Luật Bảo vệ Người lao động).
Quấy rối tình dục cũng là động chạm vượt mức cho phép ( và hướng đến nhu cầu thoả mãn sinh lý) mà nạn nhân phản kháng,không cho phép.

##### Khiếu nại
Nhân viên bị quấy rối tình dục có quyền khiếu nại (điều 3 Luật Bảo vệ Người lao động). Người chủ hay người lãnh đạo trực tiếp phải xem xét khiếu nại này và đưa ra biện pháp thích ứng để tránh sự quấy rối tình dục tái diễn. Các biện pháp này có thể là cảnh cáo, chuyển chỗ làm hay đuổi việc. Khi người chủ hay người lãnh đạo trực tiếp không đưa ra biện pháp hay những biện pháp đó rõ ràng là không phù hợp thì người lao động bị quấy rối có quyền không phải làm việc nữa mà vẫn có yêu cầu tiếp tục được nhận tiền lương (điều 4, phần 2, Luật Bảo vệ Người lao động).

#### Thụy Sĩ
Quấy rối tình dục theo Luật Bình đẳng (Gleichstellungsgesetz), chương 4 là phân biệt đối xử và đã bị cấm. Người chủ lao động tư nhân và nhà nước có nhiệm vụ bảo vệ những người bị quấy rối.

## Phê bình
Slavoij Zizek chống lại tính chính trị đúng đắn (political correctness) của các cuộc thảo luận về quấy rối tình dục. Ông phát biểu về "một điểm mù của vấn đề quấy rối tình dục": Không có tình dục nào mà không có một nguyên tố "quấy rối" (của cách nhìn nhầm lẫn, gây sốc và tổn thương tinh thần (traumatically) từ đặc tính của những gì xảy ra ở đấy)... Loại trừ đặc tính gây tổn thương này ra khỏi quan hệ tình dục thì cái còn lại đơn giản không còn là tình dục nữa. Không có nguyên tố của "việc cho thêm" gây tổn thương thì tình dục "chín mùi" giữa những người trưởng thành theo định nghĩa đã không còn là tình dục nữa và biến đổi thành một sự giao cấu máy móc. (Zizek 1999, trang 60)